# Narancsbarna álcölöpgomba
A narancsbarna álcölöpgomba (Rhodophana nitellina) a cölöpgombafélék családjába tartozó, Európában és Észak-Amerikában honos, erdőkben élő, nem ehető gombafaj.

## Megjelenése
A narancsbarna álcölöpgomba 1-5 cm széles, alakja domború, idősen közel laposan kiterül. Néha bemélyedő, közepén lapos púppal. Széle fiatalon begöngyölt, áttetszően bordázott; idősen kiegyenesedik vagy fölfelé görbül. Felülete sima. Színe nedvesen a tompa vörösbarnától a narancsbarnáig terjed; száraz időben rózsaszínes-halványbarnára fakul. 
Húsa 1-2 mm vastag, krémszín vagy halványbarnás, sérülésre lassan a kalap színére sötétedik. Szaga és íze lisztszerű.
Sűrű lemezei felkanyarodók. Színük fiatalon krémszín, később némileg sötétednek. 
Tönkje 2-4 cm magas és 0,2-0,5 cm vastag. Alakja nagyjából egyenletesen hengeres, törékeny, töve néha hegyes lehet. Csúcsánál felszíne deres, színe halványabb; a többi része kalapszínű. Töve fehéren gyapjas. 
Spórapora rózsaszínes-sárgásbarnás. Spórája elliptikus vagy könnycsepp alakú, felülete rücskös, mérete 6,5-7,5 x 4-5 µm. 

### Hasonló fajok
Az élénkszínű nyirokgomba nem lisztszagú, lemezei lefutóak.

## Elterjedése és termőhelye
Európában és Észak-Amerikában honos. Magyarországon ritka.
Lomberdőkben és fenyvesekben él. Augusztustól novemberig terem. 

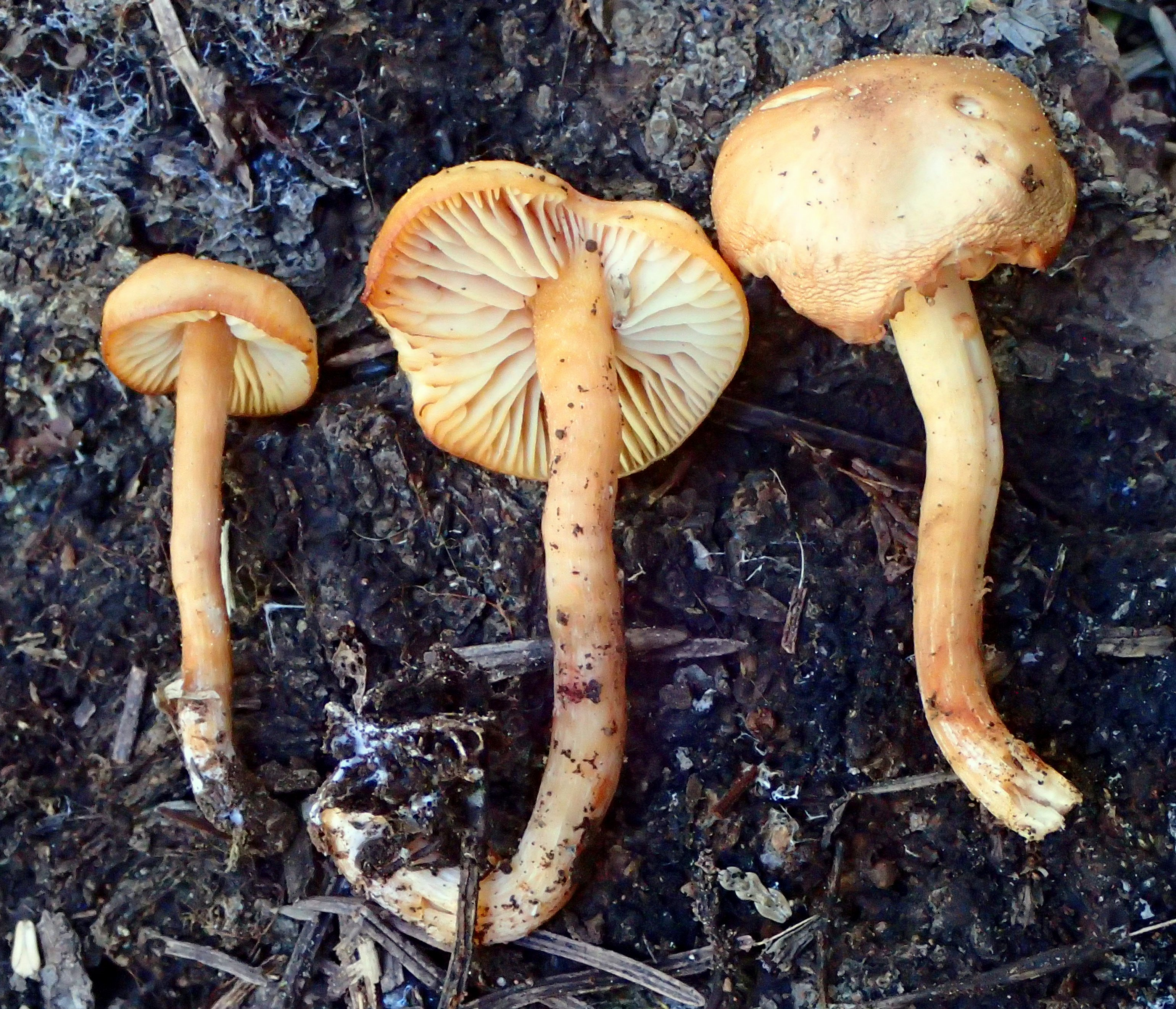
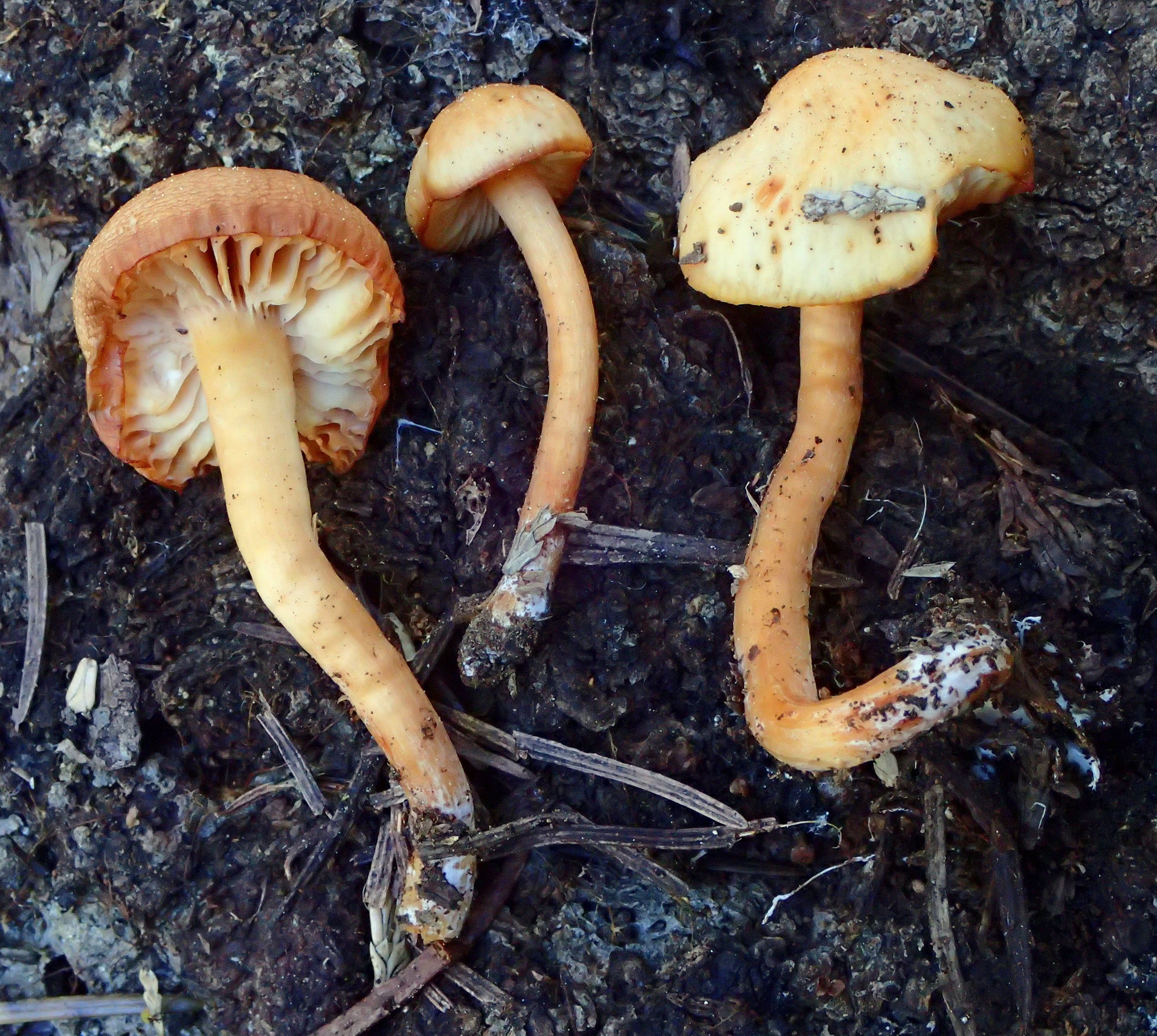
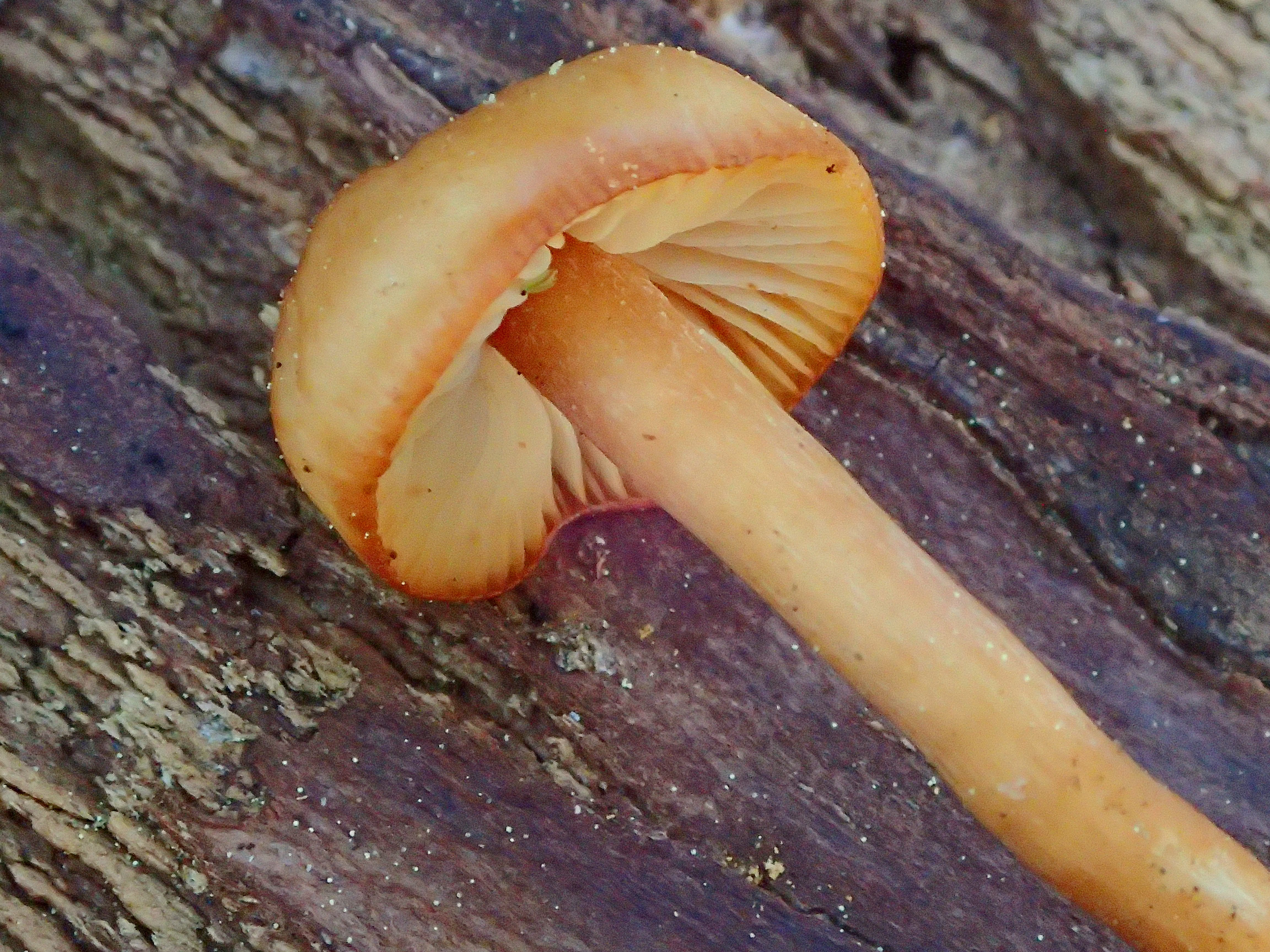
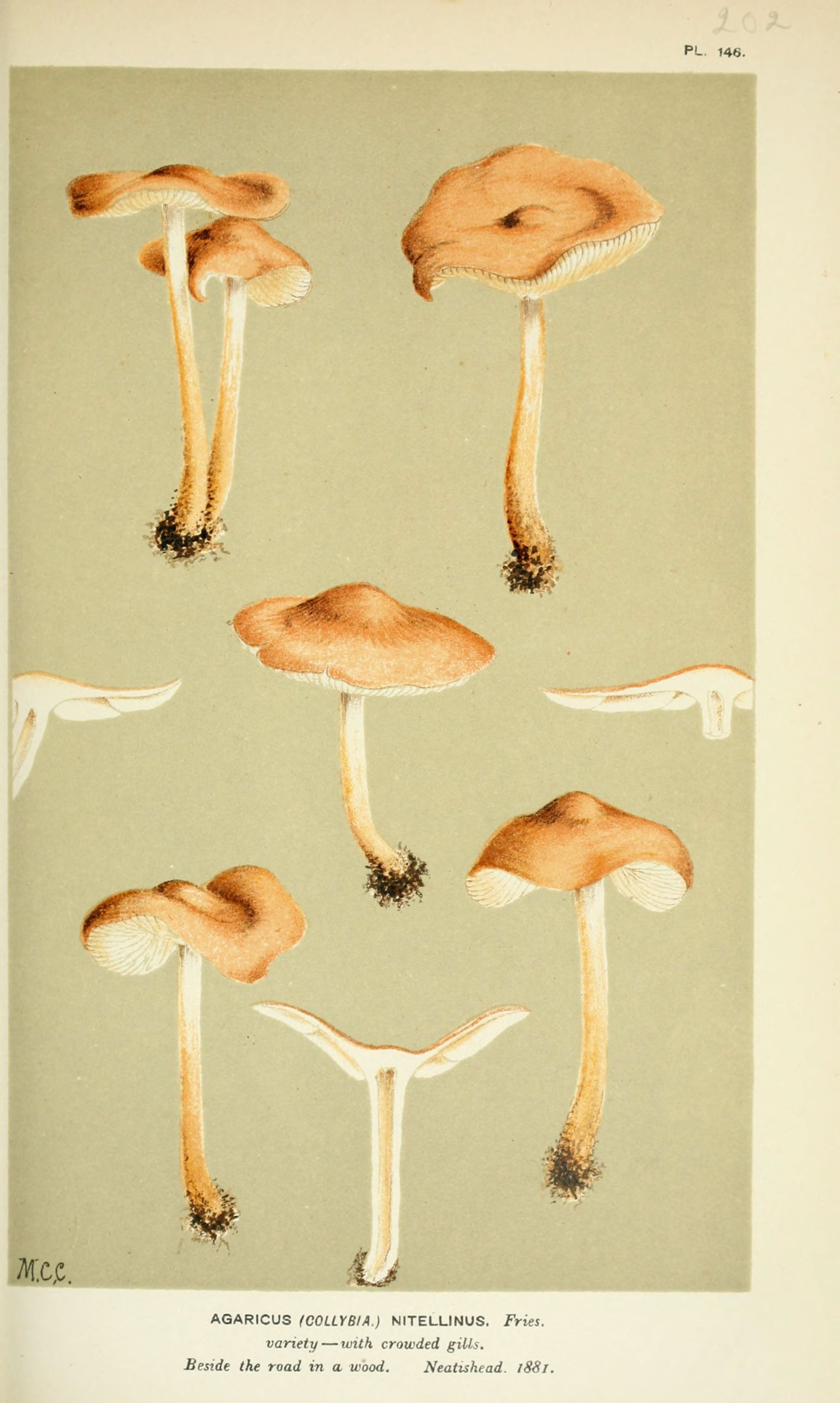

Nem ehető. 